# Fight Like a Brave
Fight Like a Brave — первый трек с третьего студийного альбома американской фанк-рок-группы Red Hot Chili Peppers The Uplift Mofo Party Plan. Он был выпущен, как главный сингл альбома. Несмотря на это, песня не исполнялась с 1989 года, однако если верить одному журналу, в 1991 году она была исполнена, хотя сет-лист с этого концерта так и не был найден. В сингл входит кавер на песню Джимми Хендрикса «Fire» в качестве би-сайда.

## Композиция
Большая часть текста песни вращается вокруг наркотической зависимости Кидиса. Фли выгнал Кидиса из группы с условием, если Кидис не бросит принимать наркотики, то он не вернется в группу. После прохождения реабилитации Кидис позвонил Фли, чтобы сообщить о своем успехе, и на обратном пути домой написал эту песню о преодолении своей зависимости и борьбе с наркотиками.
Песня является попыткой вдохновить людей на посещение реабилитационных центров, которые помогли Кидису. Кидис описал эту песню: «Это метафора с помощью которой мы пытаемся поощрить людей, которые считают, что у них нет шанса на нормальную жизнь». Он также выразил недовольство группы лейблом EMI.

## Список композиций
7" сингл (1987)
1. «Fight Like a Brave (альбом)»
2. «Fire»

12" сингл (1987)
1. «Fight Like a Brave (Not Our Mix)»
2. «Fight Like a Brave (Boner Beats Mix)»
3. «Fight Like a Brave (Mofo Mix)»
4. «Fire»

12" Pic Disc/12" Promo (1987)
1. «Fight Like a Brave (Mofo Mix)»
2. «Fight Like a Brave (Knucklehead Mix)»
3. «Fire»